# Новак, Пол
Пол Новак (англ. Paul Nowak; 14 марта 1914, Саут-Бенд, штат Индиана, США — 10 января 1983, Трежер-Айленд, штат Флорида, США) — американский профессиональный баскетболист. Двукратный чемпион НБЛ (1939—1940).

## Ранние годы
Пол Новак родился 14 марта 1914 года в городе Саут-Бенд (штат Индиана), там же учился в Центральной школе, в которой играл за местную баскетбольную команду.

## Студенческая карьера
В 1938 году окончил Университет Нотр-Дам, где в течение трёх лет играл за команду «Нотр-Дам Файтинг Айриш», в которой провёл успешную карьеру под руководством члена Зала славы баскетболаы Джорджа Кеогана. При Новаке «Файтинг Айриш» ни разу не выигрывали регулярный чемпионат конференции Independent, однако в сезоне 1935/1936 годов стали чемпионами Хелмс Фундэйшн, проиграв всего две игры из 24-х. Три года подряд включался во всеамериканскую сборную NCAA (1936—1938). Его одноклубниками были Джон Моир, а также будущие тренеры Джордж Айрленд (чемпион NCAA сезона 1962/1963 годов) и Рэй Мейер (член Зала славы баскетбола). В 1994 году Пол Новак был включён в баскетбольный Зал Славы Индианы.

## Профессиональная карьера
Играл на позиции центрового. В 1938 году Пол Новак заключил соглашение с командой «Акрон Файрстоун Нон-Скидс», выступавшей в Национальной баскетбольной лиге (НБЛ). Позже выступал за команды «Толидо Джим Уайт Шевролетс» (НБЛ) и «Филадельфия СФХАс» (АБЛ). Всего в НБЛ провёл 4 сезона. В сезонах 1938/1939 и 1939/1940 годов Новак, будучи одноклубником Джерри Буша, Джека Озберна, Ховарда Кейбла и опять же Джона Моира, стал двукратным чемпионом НБЛ в составе «Акрон Файрстоун Нон-Скидс». Всего за карьеру в НБЛ Пол сыграл 60 игр, в которых набрал 249 очков (в среднем 4,2 за игру). Помимо этого Новак в составе «Файрстоун Нон-Скидс» два раза участвовал во Всемирном профессиональном баскетбольном турнире, но без особого успеха.

## Смерть
Во время Второй мировой войны ему пришлось на четыре года прервать свои спортивные выступления (1942—1946). Пол Новак умер 10 января 1983 года на 69-м году жизни в городе Трежер-Айленд (штат Флорида).